# الكردية (بانياس)
الكردية قرية تتبع ناحية تالين في منطقة بانياس التابعة لمحافظة طرطوس.